# Relais 4 × 100 mètres nage libre féminin aux Jeux olympiques d'été de 2012
Navigation
Pékin 2008 Rio de Janeiro 2016
L'épreuve de relais 4 × 100 m nage libre femmes des Jeux olympiques d'été de 2012 a lieu le 28 juillet au London Aquatics Centre.

## Qualification
Pour participer à cette épreuve qui comprend 16 équipes qui représentent chacune un pays, les pays devaient soit faire partie des 12 meilleures équipes des Championnats du monde de natation 2011 dans cette épreuve soit des 4 équipes non encore qualifiés les plus rapides dans les 15 mois précédant les Jeux.

## Records
Avant cette compétition, les records dans cette discipline étaient les suivants :
| Record du monde  | 3 min 31 s 72 | Pays-Bas Inge Dekker (53 s 61) Ranomi Kromowidjojo (52 s 30) Femke Heemskerk (53 s 03) Marleen Veldhuis (52 s 78) | 26 juillet 2009 | Rome (Italie) | ,     |
| Record olympique | 3 min 33 s 76 | Pays-Bas Inge Dekker (54 s 37) Ranomi Kromowidjojo (53 s 39) Femke Heemskerk (53 s 42) Marleen Veldhuis (52 s 58) | 10 août 2008    | Pékin (Chine) | [ 4 ] |

## Médaillés
| Or | Argent                                                                                        | Bronze                                                                                        |
| Australie Cate Campbell Alicia Coutts Brittany Elmslie Melanie Schlanger Emily Seebohm Yolane Kukla Libby Trickett | Pays-Bas Inge Dekker Femke Heemskerk Ranomi Kromowidjojo Hinkelien Schreuder Marleen Veldhuis | États-Unis Natalie Coughlin Missy Franklin Jessica Hardy Lia Neal Allison Schmitt Amanda Weir |

## Résultats

### Finale (28 juillet au soir)
| Rang                                | Ligne | Nationalité     | Noms | Temps         | Notes |
| ----------------------------------- | ----- | --------------- | --- | ------------- | ----- |
| Médaille d'or, Jeux olympiques      | 4     | Australie       | Alicia Coutts (53 s 90) Cate Campbell (53 s 19) Brittany Elmslie (53 s 41) Melanie Schlanger (52 s 65)   | 3 min 33 s 15 | RO    |
| Médaille d'argent, Jeux olympiques  | 3     | Pays-Bas        | Inge Dekker (54 s 67) Marleen Veldhuis (53 s 80) Femke Heemskerk (53 s 39) Ranomi Kromowidjojo (51 s 93) | 3 min 33 s 79 |       |
| Médaille de bronze, Jeux olympiques | 5     | États-Unis      | Missy Franklin (53 s 52) Jessica Hardy (53 s 53) Lia Neal (53 s 65) Allison Schmitt (53 s 54)            | 3 min 34 s 24 | RAm   |
| 4                                   | 6     | Chine           | Tang Yi (53 s 58) Qiu Yuhan (54 s 49) Wang Haibing (54 s 03) Pang Jiaying (54 s 65)                      | 3 min 36 s 75 |       |
| 5                                   | 8     | Grande-Bretagne | Jess Lloyd Caitlin McClatchey Amy Smith Rebecca Turner                                                   | 3 min 37 s 02 |       |
| 6                                   | 7     | Danemark        | Lotte Friis Jeanette Ottesen Gray Pernille Blume Mie Nielsen                                             | 3 min 37 s 45 |       |
| 7                                   | 2     | Japon           | Haruka Ueda Yayoi Matsumoto Hanae Ito Miki Uchida                                                        | 3 min 37 s 96 |       |
| 8                                   | 1     | Suède           | Michelle Coleman Sarah Sjöström Gabriella Fagundez Ida Marko-Varga                                       | 3 min 38 s 45 |       |

### Séries (28 juillet le matin)
| Rang | Série | Ligne | Nationalité      | Nom | Temps         | Notes |
| ---- | ----- | ----- | ---------------- | --- | ------------- | ----- |
| 1    | 2     | 3     | Australie        | Emily Seebohm (54 s 24) Brittany Elmslie (53 s 41) Yolane Kukla (54 s 61) Libby Trickett (54 s 08)              | 3 min 36 s 34 | Q     |
| 2    | 1     | 4     | États-Unis       | Lia Neal (54 s 15) Amanda Weir (54 s 37) Natalie Coughlin (54 s 08) Allison Schmitt (53 s 86)                   | 3 min 36 s 53 | Q     |
| 3    | 2     | 4     | Pays-Bas         | Marleen Veldhuis (54 s 73) Inge Dekker (53 s 79) Hinkelien Schreuder (55 s 62) Femke Heemskerk (53 s 59)        | 3 min 37 s 76 | Q     |
| 4    | 1     | 6     | Chine            | Tang Yi (53 s 86) Qiu Yuhan (54 s 85) Wang Haibing (54 s 14) Wang Shijia (55 s 06)                              | 3 min 37 s 91 | Q     |
| 5    | 1     | 5     | Japon            | Haruka Ueda (54 s 22) Yayoi Matsumoto (54 s 23) Miki Uchida (54 s 47) Hanae Ito (55 s 14)                       | 3 min 38 s 06 | Q     |
| 6    | 2     | 2     | Danemark         | Pernille Blume (54 s 44) Mie Nielsen (54 s 49) Lotte Friis (55 s 97) Jeanette Ottesen Gray (53 s 19)            | 3 min 38 s 09 | Q     |
| =7   | 1     | 2     | Grande-Bretagne  | Amy Smith (54 s 29) Jess Lloyd (54 s 53) Caitlin McClatchey (54 s 64) Rebecca Turner (54 s 75)                  | 3 min 38 s 21 | Q     |
| =7   | 1     | 3     | Suède            | Sarah Sjöström (54 s 31) Michelle Coleman (54 s 14) Ida Marko-Varga (54 s 57) Gabriella Fagundez (55 s 19)      | 3 min 38 s 21 | Q     |
| 9    | 2     | 5     | Allemagne        | | 3 min 39 s 16 |       |
| 10   | 1     | 7     | Russie           | | 3 min 39 s 59 |       |
| 11   | 2     | 6     | Canada           | | 3 min 39 s 60 |       |
| 12   | 2     | 7     | Italie           | | 3 min 39 s 74 |       |
| 13   | 1     | 8     | Biélorussie      | | 3 min 40 s 67 |       |
| 14   | 2     | 1     | Nouvelle-Zélande | | 3 min 42 s 55 |       |
| 15   | 1     | 1     | Hongrie          | Ágnes Mutina (56 s 05) Evelyn Verrasztó (55 s 80) Éva Risztov (57 s 81) Eszter Dara (55 s 13)                   | 3 min 44 s 79 |       |
| 16   | 2     | 8     | Grèce            | Theodóra Drákou (55 s 42) Nery Mantey Niangkouara (55 s 52) Theodora Giareni (57 s 26) Kristel Vourna (57 s 35) | 3 min 45 s 55 |       |